# Разстояние на Хеминг
Разстоянието на Хеминг (на английски: Hamming distance) между два равноразредни вектора е броят на различаващите се компоненти. Тъй като показва броя на компонентите, които трябва да се променят (коригират), за да се получи от единия вектор другия, има важно приложение в теорията на шумозащитните кодове.

## Дефиниция
Означаваме Jq = {0, …, q-1}
Нека ℕ = {x∈ℤ | x ≥ 0}
Полагаме векторите:
- α = (a1, …, an), ai∈Jq, i = 1, …, n; т.е. α∈Jqn.
- β = (b1, …, bn), bi∈Jq, i = 1, …, n; т.е. β∈Jqn

Разстоянието на Хеминг е функция ρ: Jqn x Jqn → ℕ, където ρ(α, β) е броят на различаващите се компоненти на векторите α и β.
Чрез него дефинираме и тегло на вектор wt(α) = ρ(ō, α), където ō е нулевия вектор (вектор, на когото всичките компоненти са 0). Бележи се още ||α|| и означава броят на ненулевите компоненти на вектора α.

## Общи свойства
- ∀ α,β∈Jqn(ρ(α, β) = ρ(β, α) ≥ 0)
- ∀ α∈Jqn(ρ(α, α) = 0)
- ∀ α,β,γ∈Jqn(ρ(α, β) + ρ(β, γ) ≥ ρ(α, γ)) (неравенство на триъгълника)

От горните следва, че разстоянието на Хеминг е метрика във векторното пространство Jqn.

## Свойства за двоични вектори
Тук α, β и γ са вектори от J2n, α + β е събиране по модул 2 (изключващо „или“, по-познато като XOR) и α ∧ β е конюнкция на вектори.
- ρ(α, β) = ∑ni=1 |ai – bi| и така ||α|| = ∑ni=1 ai
- ρ(α, β) = ||α + β||
- ρ(α, β) = ||α|| + ||β|| – 2||α ∧ β||
- ρ(α, β) = ρ(α + γ, β + γ)

## Алгоритмични примери
Функцията hamming_distance() в езика Python изчислява Хеминг разстоянието между два низа (или други повторими обекта) с еднаква дължина, създавайки последователност от булеви стойности индикиращи несъответствия или съответствия между съответстващи позиции при двете въведения и след това събира последователността с False или True стойности които биват интерпретирани като нула и единица както следва.
```
def
 
hamming_distance
(
s1
,
 
s2
):

 
assert
 
len
(
s1
)
 
==
 
len
(
s2
)

 
return
 
sum
(
ch1
 
!=
 
ch2
 
for
 
ch1
,
 
ch2
 
in
 
s1
,
 
s2
)

```

Следната С функция ще изчисли Хеминг разстоянието между две цели числа (смятани за бинарни стойности като последователност от битове). Времето на изпълнение на тази процедура е пропорционално на Хеминг дистанцията, а не на броя битове причислени към входящата информация. Изчислява се XOR стойността на двете въведения и после се намира Хеминг ширината на резултата (номера на всички битове освен 0) използвайки алгоритъм на Wegner (1960) който нееднократно намира и премахва най-ниско стоящия ненулев бит.
```
unsigned
 
hamdist
(
unsigned
 
x
,
 
unsigned
 
y
)

{

 
unsigned
 
dist
 
=
 
0
,
 
val
 
=
 
x
 
^
 
y
;
 
// XOR

 

 
// Count the number of set bits

 
while
(
val
)

 
{

 
++
dist
;
 

 
val
 
&=
 
val
 
–
 
1
;

 
}

 

 
return
 
dist
;

}

```